# Andra Avenyn
Andra Avenyn är en svensk dramaserie i såpoperaform av Peter Emanuel Falck och Christian Wikander som sändes i och producerades av Sveriges Television. Totalt spelades 185 avsnitt in vilka sändes i SVT1 och SVT Play i sammanlagt tre säsonger mellan september 2007 och maj 2010. Handlingen utspelade sig i den fiktiva stadsdelen Riverside i Göteborg och kretsade kring ett antal familjer som bodde i området i och omkring Andra Avenyn, vilket gav serien dess namn. Den brittiska rockgruppen The Cures låt "Friday I'm in Love" användes som vinjettlåt. I snitt sågs Andra Avenyn av 500 000 tittare per avsnitt under de tre säsongerna.
En stor del av de interiöra inspelningarna skedde i en uppbyggd studiomiljö i hus Santos på Lindholmen, vars lokaler delades med Backa teater. Exteriörinspelningarna förlades till stor del i närheten av inspelningsstudion men även i andra delar av Hisingen och runt om i Göteborg.
Under 2008 nominerades serien till Kristallen i kategorin Bästa program men tog inte hem priset. Skådespelarna Fortesa Hoti, Filip Benko, Jonas Bane och Maja Rung blev även nominerade till Aftonbladets TV-pris, men inte heller där blev det någon vinst.
Efter seriens nedläggning har Sveriges Television i omgångar återpublicerat seriens avsnitt i SVT Play, även om det av rättighetsskäl bara har handlat om så kallade tillfälliga publiceringar. På grund av att serien sänts efter den 1 juli 2005 får den heller inte återpubliceras i Öppet arkiv.

## Om serien

### Inför inspelningarna
I juni 2006 meddelade Sveriges Television att de hade fört över pengar från nyhets- och samhällsprogrammen för att kunna göra en ökad satsning på drama, ett projekt som då beskrevs som företagets största dramasatsning någonsin. I februari 2007 presenterades Andra Avenyn som den utvalda serien som skulle komma att utspela sig i den påhittade stadsdelen Riverside i Göteborg. Skaparna bakom serien var kända för att legat bakom flera tidigare svenska tittarsuccéer i såpoperagenren i Sverige som till exempel Rederiet, Storstad, Varuhuset och Tre Kronor samt den norska serien Hotel Cæsar.
Andra Avenyn skulle komma att kretsa kring ett flertal ungdomsroller och därför gjorde Sveriges Television en särskild casting som blev en slags dokusåpa som fick namnet Andra Avenyn: Castingen. I det programmet, som visades strax innan serien startade, fick en jury välja ut tio ungdomar från första casting i Göteborg medan den resterande tävlingsdelen ägde rum på Orionteatern i Stockholm. Inledningsvis sades det att endast två personer skulle rollbesättas via dokusåpan men i slutändan tilldelades fyra skådespelare (Fortesa Hoti, Jonas Bane, Maja Rung och Anders Nordahl) roller i serien.

### Sändningstider
Inledningsvis sändes Andra Avenyn i halvtimmesavsnitt tre gånger i veckan, vilket gällde genom hela den första säsongen samt under höstmånaderna i den andra säsongen. Därefter gjorde Sveriges Television ett skifte till att serien bara gick en gång i veckan i fyrtiofemminutersavsnitt. Skälet till att den förändringen gjordes baserades på att serien haft lägre tittarsiffror än förväntat. Man valde även att förlägga varje ny säsongspremiär i september månad och sände sedan serien veckovis fram till april eller maj månad, dock att den andra och tredje säsongen hade uppehåll över jul och nyår. 
Några avsnitt blev specialavsnitt som behandlade vissa högtider som jul-, påsk- och nyårsfirande eller att de blev förlängda. Det senare skedde i säsongsavslutningen för den första säsongen som blev ett sextiominutersavsnitt, likväl att det allra sista avsnittet i den tredje säsongen blev ett femtiominutersavsnitt. Sveriges Television drog också in två avsnitt under den första säsongen vilket berodde på att sändningstiden gavs till Idrottsgalan samt Guldbaggegalan i januari 2008. Dessa två avsnitt ersattes inte.  

### Inspelningarna
Under sensommaren 2007 påbörjades inspelningarna av den första säsongens avsnitt, vilka i princip sedan pågick parallellt med TV-sändningarna fram till säsongsavslutningen i maj året därpå, dock att inspelningarna låg en eller ett par månader före TV-sändningarna. Att avsnitten spelades in parallellt med TV-sändningarna gjorde att handlingen till större del kunde följa de olika årstiderna och vissa aktuella händelser. Halvvägs genom den första säsongen bekräftade Sveriges Television att ytterligare två säsonger om totalt etthundrafem avsnitt hade beställts, men bland annat till följd av den tidigare nämnda formatförändringen blev tjugotre av dessa avsnitt aldrig producerade.
När inspelningarna för de nybeställda säsongerna startade ändrades också formatet kring hur inspelningstakten skulle gå till. Istället för att spela in bara veckor eller månader före TV-sändningarna spelades avsnitten in betydligt längre tid i förväg och i ett snabbare tempo. Detta ledde till flera saker, dels att avsnitten inte längre kunde spegla den årstid som var aktuell för sändningstillfället, dels att inspelningarna blev färdiga ungefär ett år före sista avsnittet skulle sändas. När alla nya avsnitt var inspelade plockades studiomiljöerna ihop och inspelningsteamet sattes på paus i väntan på besked om fler avsnitt skulle spelas in, i så fall tidigast från hösten 2010. Något sådant blev däremot aldrig aktuellt eftersom Sveriges Television beslöt att lägga ned Andra Avenyn när det sista avsnittet i den tredje säsongen hade sänts.

### Programmets webbplats
Något som utmärkte Andra Avenyn var att redaktionen bakom programmet satsade mycket på digitalt innehåll. Detta märktes bland annat i förhandsklipp och bakom kulisserna-material som släpptes på programsidan via Sveriges Televisions hemsida parallellt med avsnittspubliceringarna. Exempel på sådana klipp var olika miniserier och chattar med seriens skådespelare och andra i produktionen. I april 2008 hölls även ett Öppet hus i inspelningslokalerna som lockade omkring 2 000 besökare. Våren 2009 flyttade bakom kulisserna-arbetet vidare från programsidan till en extern blogg även om klipp och liknande miniserier fortsatte att släppas i SVT Play.
I samband med den andra säsongen fick även seriens tittare vara med och utforma en ny karaktär till serien. Från början röstades karaktärens namn och egenskaper fram och sedan vilken skådespelare som skulle få rollen. Tittarna gav karaktären namnet Nathalie och den som fick spela den rollen var Ida Linnertorp. Hon kom att gästa serien i ett avsnitt i slutet av den andra säsongen men sågs sedan till betydligt mer i den tredje säsongen och i den webb-tv-serie som kom att produceras under hösten 2009.

#### Spinoff på webben
Parallellt med den tredje säsongens höstavsnitt sände och producerade Sveriges Television en spinoff i SVT Play vid namn Riverside som också utspelade sig kring Andra Avenyn där handlingen gick parallellt med handlingen i huvudserien. Webbserien kretsade främst till Kim och Nathalie i huvudserien samt ytterligare ungdoms- och vuxenroller som tillsatts genom castings. Webbseriens format blev dagliga kortare episoder som lades ut i SVT Play mellan måndagar och lördagar under sammanlagt 16 veckor i september till december. Varje söndag klipptes sedan de kortare avsnitten samman till ett sammanhängande program.. Efter att Riverside hade sänts i en säsong meddelade Sveriges Television att det inte var aktuellt att producera några fler säsonger.
På grund av att webbserien spelades in efter det att huvudserien hade spelats in kunde produktionsteamet inte använda sig av de kulisser som funnits i huvudseriens lokaler. Istället hyrde man in sig i en villa i Göteborgstrakten och spelade även in scener på så kallad on location i både interiöra och exteriöra platser i Göteborgsområdet. Arbetsteamet bakom serien var betydligt mindre jämfört med vad Andra Avenyn hade haft.

## Handling
Andra Avenyn handlade om några familjer som bor i utkanten av storstaden – vid Andra Avenyn. Serien behandlade problem som är vanliga i diverse ungdomsserier, som utpressning, andra former av kriminalitet, graviditet, olovliga förhållanden och otrohet.

### Säsonger
|        | \| Säsong \| Avsnitt \| Säsongsstart(er) \| Säsongssavslutning(ar) \| Snitt- tittarsiffror hösten[2] \| Snitt- tittarsiffror våren[2] \| Sändningsdag(ar) \| \| ------ \| ---------------- \| ---------------------------------- \| ------------------------------- \| ------------------------------ \| ----------------------------- \| ------------------------------------------------------------------------------- \| \| 1 \| 1–1031 \| 23 september 2007 \| 20 maj 2008 \| 501 227 \| 544 678 \| söndag–tisdag kl. 20.00–20.30 (hela perioden)2 \| \| 2 \| 104–139, 140–155 \| 21 september 2008, 13 januari 2009 \| 11 december 2008, 28 april 2009 \| 491 611 \| 590 063 \| Hösten: söndag, tisdag, torsdag kl. 20.00–20.30 Våren: tisdagar kl. 20.00–20.45 \| \| 3 \| 156–171, 172–185 \| 8 september 2009, 20 januari 2010 \| 22 december 2009, 5 maj 2010 \| 481 000 \| 419 857 \| Hösten: tisdagar kl. 20.00–20.45 Våren: onsdagar kl. 20.00–20.453 \| |                                    |                                 |                             |                            |                                                                                 |
| Säsong | Avsnitt | Säsongsstart(er)                   | Säsongssavslutning(ar)          | Snitt- tittarsiffror hösten | Snitt- tittarsiffror våren | Sändningsdag(ar)                                                                |
| 1      | 1–1031 | 23 september 2007                  | 20 maj 2008                     | 501 227                     | 544 678                    | söndag–tisdag kl. 20.00–20.30 (hela perioden)2                                  |
| 2      | 104–139, 140–155 | 21 september 2008, 13 januari 2009 | 11 december 2008, 28 april 2009 | 491 611                     | 590 063                    | Hösten: söndag, tisdag, torsdag kl. 20.00–20.30 Våren: tisdagar kl. 20.00–20.45 |
| 3      | 156–171, 172–185 | 8 september 2009, 20 januari 2010  | 22 december 2009, 5 maj 2010    | 481 000                     | 419 857                    | Hösten: tisdagar kl. 20.00–20.45 Våren: onsdagar kl. 20.00–20.453               |

1 På grund av Idrottsgalan och Guldbaggegalan 2008, som sändes på Andra Avenyns sändningstid, drogs två avsnitt in under den första säsongen.
2 Första säsongens sista avsnitt var 60 minuter istället för 30 minuter.
3 Tredje säsongens sista avsnitt var 50 minuter istället för 45 minuter.

## Medverkande
Till att börja med handlade serien mycket kring de många ungdomsroller som fanns medan de vuxna rollerna hade betydligt större del av handlingen i den andra och tredje säsongen. En stor del av huvudensemblen från den första säsongen byttes ut till den andra säsongen där också nya roller introducerades. Det ska även tilläggas att några av seriens karaktärer till en början krediterades som gästroller för att senare i handlingen bli krediterade som huvudroller. 

### Huvudroller
Följande skådespelare spelade huvudrollerna under de tre säsongerna.
| Skådespelare              | Roll                     | Säsong | Avsnitt4                 |
| ------------------------- | ------------------------ | ------ | ------------------------ |
| Hans Mosesson             | Per-Erik Björn           | 2–3    | 104–185                  |
| Gunilla Johansson         | Lotta Björn              | 1–3    | 1–168                    |
| Fyr Thorwald              | Roland Tegebrandt        | 1–3    | 1–185                    |
| Alicia Vikander           | Josefin Björn-Tegebrandt | 1      | 1–103                    |
| Malena Laszlo             | Katarina Björn-Lion      | 3      | 156–185                  |
| Christian Hollbrink       | Håkon Foss-Larsen        | 1      | 7–102                    |
| Anette Nääs               | Angelica Svensson        | 1      | 1–103                    |
| Nanna Blondell            | Olga Svensson            | 1      | 1–103                    |
| Stefan Gödicke            | Tony Dahlberg            | 1–3    | 1–185                    |
| Jonas Bane                | Kim Dahlberg             | 1–3    | 1–185                    |
| Mohamed Said              | Karim Hussein            | 1      | 1–103                    |
| Mohammed El Assir         | Hamza Hussein            | 1, 2–3 | 1–103, 141–185           |
| Bill Hugg                 | Rasmus Fagerlind         | 1–3    | 1–185                    |
| Lena B. Nilsson           | Ulla Fagerlind           | 1–3    | 1–185                    |
| Fortesa Hoti              | Roxana Nilsson           | 1–3    | 1–185                    |
| Anders Nordahl            | David Zimmerman          | 1–2    | 1–137                    |
| Johanna Lazcano Osterman7 | Kitty Maria Santos       | 2–3    | 116–185                  |
| Maja Rung                 | Liv Hellström            | 1–3    | 1–185                    |
| Göran Parkrud             | Dennis Hellström5        | 1–3    | 1–185                    |
| Rasmus Troedsson          | Greger Niklasson         | 2–3    | 104–185                  |
| Sara Nygren               | Sigrid Niklasson         | 2–3    | 104–185                  |
| Filip Benko               | Markus Niklasson         | 2–3    | 104–185                  |
| Claes Ljungmark           | Bengt "Hästen" Larsson   | 1, 2–3 | 1–103, 145–172, 173–1856 |

4 Avsnittsmarkeringarna visar mellan vilka avsnitt respektive huvudroll syntes till i serien.

5 I den första säsongen var Dennis Hellström endast gästroll.

6 Fram till den tredje säsongens andra säsongshalva var Bengt "Hästen" Larsson endast gästroll i serien.

7 I den andra säsongens vinjett krediterades skådespelaren med efternamnet Lazcano Osterman för att i senare säsonger krediteras med Lazcano.

### Gästroller (urval)
Under seriens tre säsonger förekom en hel del gästroller. Nedan listas några som var viktiga för seriens handling. 
| Skådespelare           | Roll                         | Säsong  | Avsnitt8            |
| ---------------------- | ---------------------------- | ------- | ------------------- |
| Ava Yadollahi Farsani  | Silvia Nilsson               | (1) 2–3 | 103–185             |
| Josephine Bauer        | Annika Björn                 | 1, 2    | 7–103, 130–132      |
| Petra Hultgren         | Grażyna Wyborska             | 1–2     | 72–115              |
| Simon Gavik            | Adam Nyberg                  | 1, 2    | 7–9, 105–112        |
| Björn Gustafson        | Jonathan Wallenius           | 1, 2    | 83–85, 139–140, 142 |
| Jill Ung               | Anna-Lena Lagerlöf Oscarsson | 2, 3    | 113–155, 177–184    |
| Ida Linnertorp         | Nathalie Andersson-Offerdahl | 2, 3    | 144, 145, 172–185   |
| Lars Magnus Larsson    | Ingmar                       | 2, 3    | 150–156             |
| Amir Barghashi         | Ahmed Hussein                | 1       | 1–?                 |
| Mali Monokherad        | Mariam Hussein               | 1       | 1–?                 |
| Rachel La Chenardière  | Sara Allawis                 | 1       | 41–103              |
| Kerstin Hellström      | Barbro Svensson              | 1       | 1–61                |
| Magnus Mark            | Jonte Dillström              | 1       | 1–27                |
| Filip Berg             | Jesper "Dildo" Dillström     | 1 (2)   | 1–36, 103–104       |
| Alexander Karim        | Fredrik Fersen               | 1       | 13–29               |
| Rebecca Leissner       | Maja                         | 1       | 1–53                |
| Agnes Hargne Wallander | Fia Haninge                  | 1       | 22–24               |
| Sven Boräng            | Pontus Lindvall              | 1       | 17                  |
| Hilda Lundgren         | Linda Nilsson                | 1       | 2–42, 53–67         |
| Tom Lidgard            | Jerzy Wyborska               | 1       | 93–103              |
| Lars Bethke            | Uffe Bratt                   | 1       | 1–71                |
| Joel Kinnaman          | Gustav                       | 1       | 62–63               |
| Christian Wennberg     | Andreas J:son Holm           | 1       | 74–100              |
| Anki Lidén             | Jacqueline J:son Holm        | 1       | 73–74               |
| Kim Anderzon           | Monica Nilsson               | 1       | 89–91               |
| Georgi Staykov         | Falske Berislav              | 1       | 96–103              |
| Olle Silver            | Olle                         | 2       | 112                 |
| Tone Helly-Hansen      | Randi Berg Hellström         | 2       | 125–127             |
| Erik Bolin             | Jerry Dolke                  | 2       | 116–138, 154, 155   |
| Niklas Grusell         | Thore Lagerlöf Oscarsson     | 2       | 142–143             |
| Bengt Bauler           | Kenneth Belteroos            | 3       | 161                 |
| Fredrik Nilsson        | Biskopen                     | 3       | 158–185             |
| Wallis Grahn           | Dagny Karlsson               | 3       | 168–171             |
| Ebba Wickman           | Madeleine Silverhielm        | 3       | 170, 184–185        |
| Lola Ewerlund          | Lilian Silverhielm           | 3       | 170, 184            |
| Anna Ulrika Ericsson   | Ursula Storrylainen          | 3       | 173–185             |
| Stig Engström          | doktor Hejnum                | 3       | 178, 181            |
| Jamil Drissi           | Vasil Drapeza                | 3       | 181, 185            |
| Kristian Lima de Faria | Måns Dahlhem                 | 3       | 184                 |

8 Avsnittsmarkeringarna visar mellan vilka avsnitt respektive gästroll syntes till i serien. Gästroller som bara förekom en gång medverkade i det avsnitt som står markerat.